# Scopelarchoides climax
Scopelarchoides climax är en fiskart som beskrevs av Johnson, 1974. Scopelarchoides climax ingår i släktet Scopelarchoides och familjen Scopelarchidae. Inga underarter finns listade i Catalogue of Life.